# Marsyasteatern

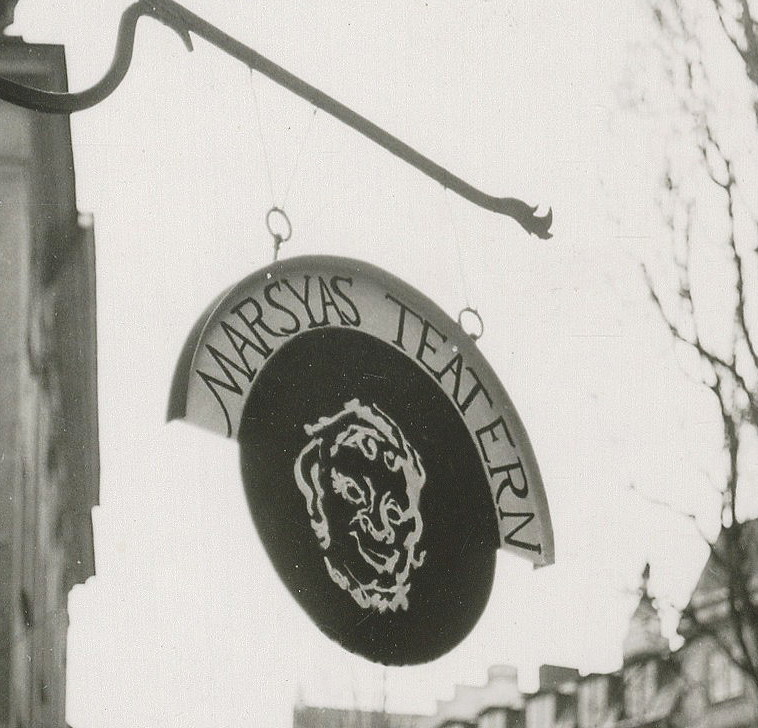
Teaterskylten 1954.

Marsyasteatern (även Marsyas-Teatern) var en teater vid Österlånggatan 13 i Gamla stan i Stockholm. Teatern existerade mellan 1953 och 1970 och hade sitt namn efter kvarteret Marsyas där den var belägen.

## Historik
Den lilla teatern initierades 1953 av konstnären Ise Morssing som stod för teaterns kostymer och dekor. Hon var även teaterchef mellan 1956 och 1966. Foajén låg i bottenvåningen medan teatersalongen inrymdes i ett långsmalt källarvalv med 56 platser. Teatern blev plantskola för många unga skådespelare, bland dem Gio Petré, Håkan Serner, Tord Peterson, Bertil Jansson och Emelie Lagergren. Mest framgångsrik blev uppsättningen för Slutspel (Fin de Partie) av Samuel Beckett som gavs 138 gånger under säsongen 1957/1958.
Marsyasteaterns verksamhet lades ner efter säsongen 1969/1970, därefter nyttjades lokalen av TUR-teatern under åren 1970-1977 innan de flyttade till Reflexen i Kärrtorp.

## Teaterchefer
- Ise Morssing, 1953-1966
- Kaj Ahnhem, 1966-1968
- Silvija Bardh, 1968-1970

## Uppsättningar
| År   | Produktion                                                                                     | Upphovsmän                                                         | Regi                           | Noter |
| ---- | ---------------------------------------------------------------------------------------------- | ------------------------------------------------------------------ | ------------------------------ | --- |
| 1966 | Trilogi: På livets väg Anton Lady Godiva                                                       | Erik Knudsen                                                       | Kaj Ahnhem                     | Premiär 8 januari 1966 Rut Cartéus, Einar Bergh, Sven-Olof Hultgren, Elisabeth Ahlmark, Casten Lassen Scenografi Gunnar Seger                                                                                    |
| 1966 | Påsk                                                                                           | August Strindberg                                                  | Kaj Ahnhem                     | Premiär 23 april 1966 Tuula Dahl, Sören Eriksson, Eivin Dahlgren, Ella Sahlberg, Elisabeth Ahlmark, Ernst Eriksson Scenografi Gunnar Seger                                                                       |
| 1966 | Sommar L'Été                                                                                   | Romain Weingarten                                                  | Kaj Ahnhem                     | Premiär 9 november 1966 Nils Hallberg, Rut Cartéus, Kurt Emke, Thomas Ungewitter Scenografi Adele Änggård |
| 1967 | Dåd i det förgångna The Meter Man                                                              | Scott Forbes Översättning Hans Råstam                              | Nils Hallberg                  | Premiär 25 januari 1967 Rut Cartéus, Tore Bengtsson, Nils Hallberg, Lars Korposoff, Kurt Emke Scenografi Håkan Nylén                                                                                             |
| 1967 | Vibration Vibrations                                                                           | Stanley Eveling Översättning Kaj Ahnhem                            | Kaj Ahnhem                     | Premiär 26 mars 1967 Kurt Emke, Lars Korposoff, Bertil Lindeberg, Walter Turdén Scenografi Björn Lauritzen |
| 1967 | Lille Malcolm och hans kamp mot eunuckerna Little Malcolm and His Struggle Against the Eunuchs | David Halliwell Översättning Lars-Levi Læstadius                   | Lars-Levi Læstadius            | Premiär 9 maj 1967 Lars Korposoff, Pia Palmquist, Ulf Brunnberg, Raymond Nederström, Per Nederdal Scenografi Håkan Nylén                                                                                         |
| 1967 | Godot har kommit Godo je došao                                                                 | Miodrag Bulatović Översättning Percy Ahnhem                        | Monica Lindberg                | Premiär 28 september 1967 Lars Korposoff, Göthe Maxe, Walter Turdén, Sven-Erik Hööst, Carl-Olof Ek, Eva Lagercrantz                                                                                              |
| 1967 | Skuggor Swamp Creatures                                                                        | Alan Seymour Översättning Kaj Ahnhem                               | Kaj Ahnhem                     | Premiär 11 november 1967 Maud Hyttenberg, Silvija Bardh, Ulf Brunnberg, Walter Turdén, Monica Lindberg Scenografi Håkan Nylén                                                                                    |
| 1968 | De fyra årstiderna Four Seasons                                                                | Arnold Wesker                                                      | Lars-Levi Læstadius            | Premiär 13 januari 1968 Eva Engström, Lars Korposoff Scenografi Håkan Nylén |
| 1968 | Nattcafé                                                                                       | Bengt Bratt                                                        | Kaj Ahnhem                     | Premiär 9 mars 1968 Walter Turdén, Gudrun Östbye, Ulf Brunnberg, Inger Antonsson, Maud Hyttenberg, Ernst Eriksson, Anders Hongelin, Casten Lassen, Elisabeth Pedersen, Lilian Johansson Scenografi Adele Änggård |
| 1968 | Det är bra, det är bra..., revy                                                                | Carl-Johan Seth                                                    | Carl-Johan Seth Birgitta Särnö | Premiär 25 september 1968 Göthe Maxe, Monica Strömstedt, Inger Antonsson, Kerstin Österlin, Kent-Arne Dahlgren Koreografi Thor Zackrisson, Scenografi Anna Sandström                                             |
| 1968 | Tack för att ni kom, Mister Pike White Man, Black Man, Yellow Man, Chief                       | Edward Hagopian Översättning Bertil Lindeberg                      | Silvija Bardh                  | Premiär 7 november 1968 Leif Johansson, Bertil Lindeberg, Tore Bengtsson, Göthe Maxe Scenografi Håkan Nylén |
| 1968 | Cirkusmysteriet                                                                                | Cannie Möller                                                      | Cannie Möller                  | Premiär 13 december 1968 Cannie Möller, Gino Samil, Göthe Maxe, Sven-Erik Hööst, Anders Järleby Koreografi Gino Samil                                                                                            |
| 1969 | Strip-tease Karol                                                                              | Slawomir Mrozek Översättning Nils Åke Nilsson och Per Erik Wahlund | Silvija Bardh                  | Premiär 10 april 1969 Göthe Maxe, Bertil Lindeberg, Leif Johansson |

## Bilder
En fotoserie tagen av Lennart af Petersens i juli 1960. Marsyasteatern ger "Aria da Capo" med Bertil Jansson som "Pierriot" och Emelie Lagergren som "Colombine".

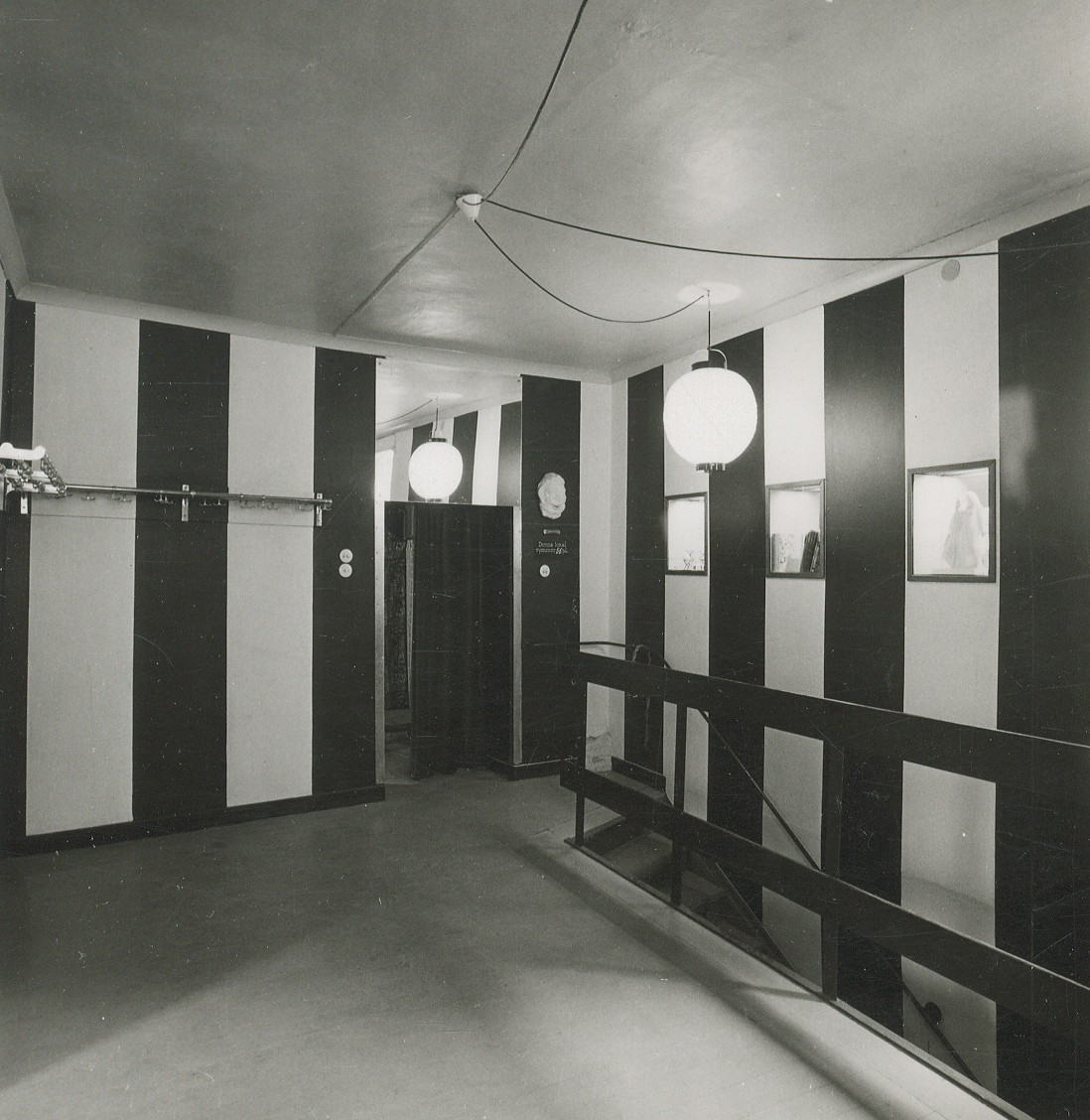
Foajén
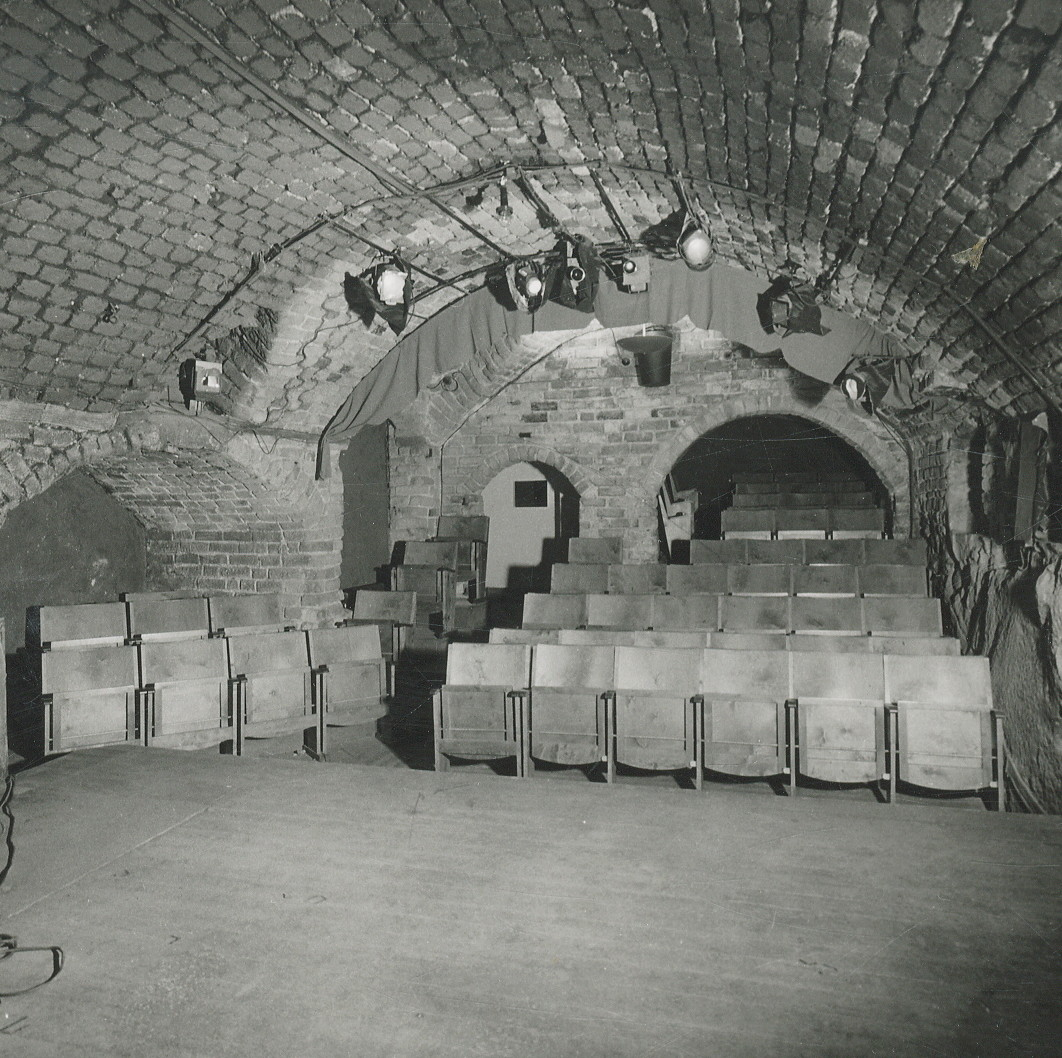
Salongen
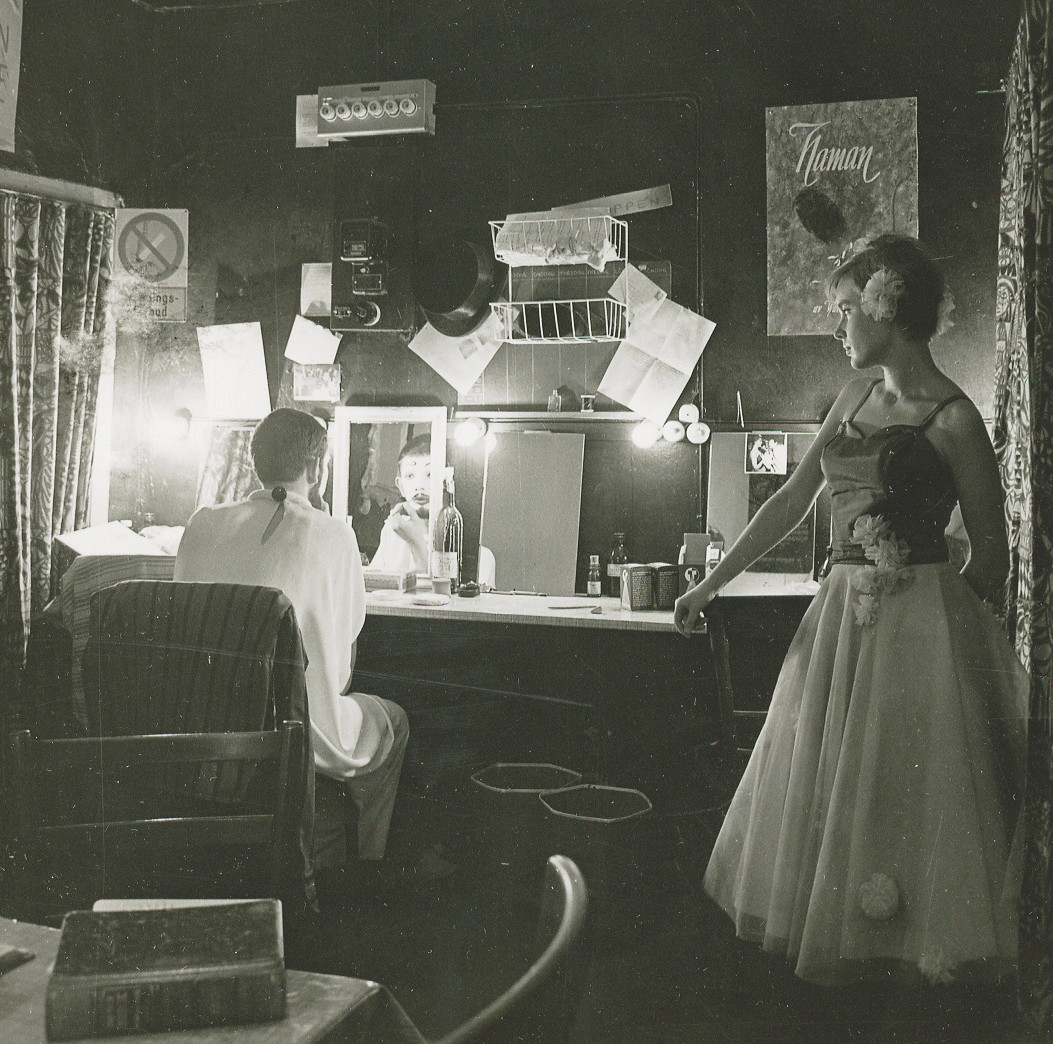
Sminket
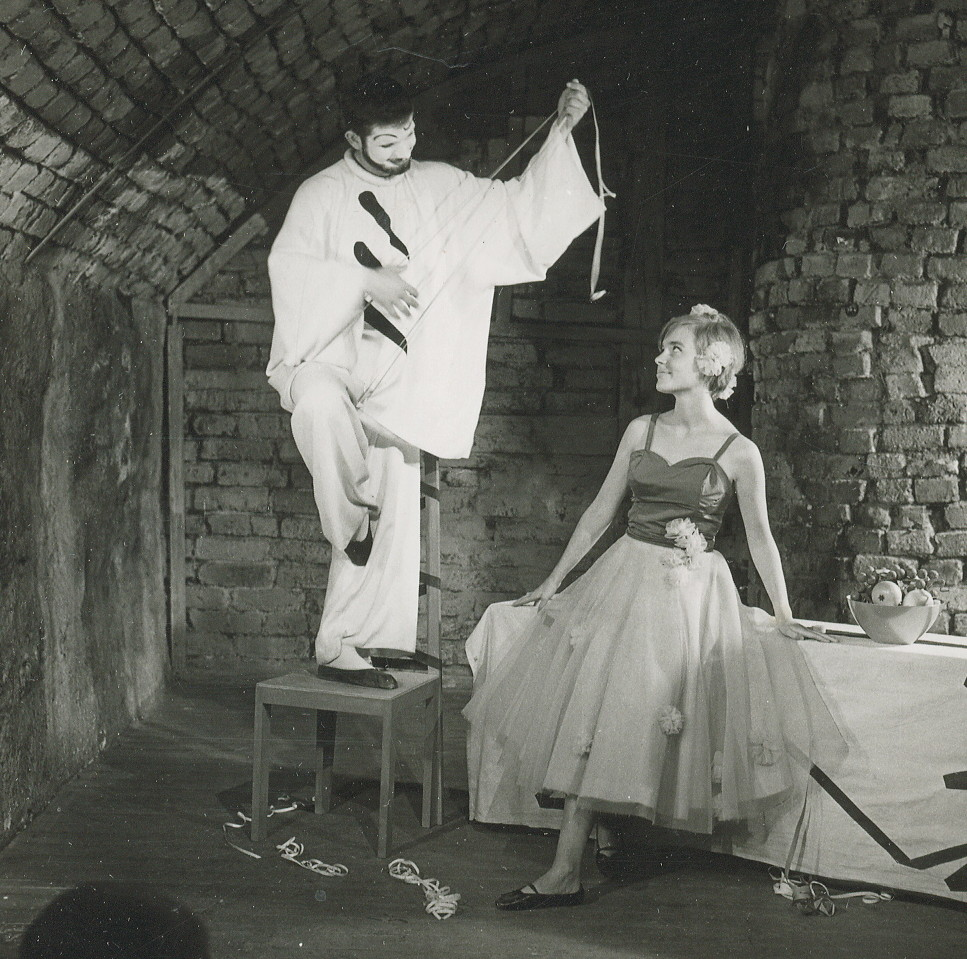
"Aria da Capo"
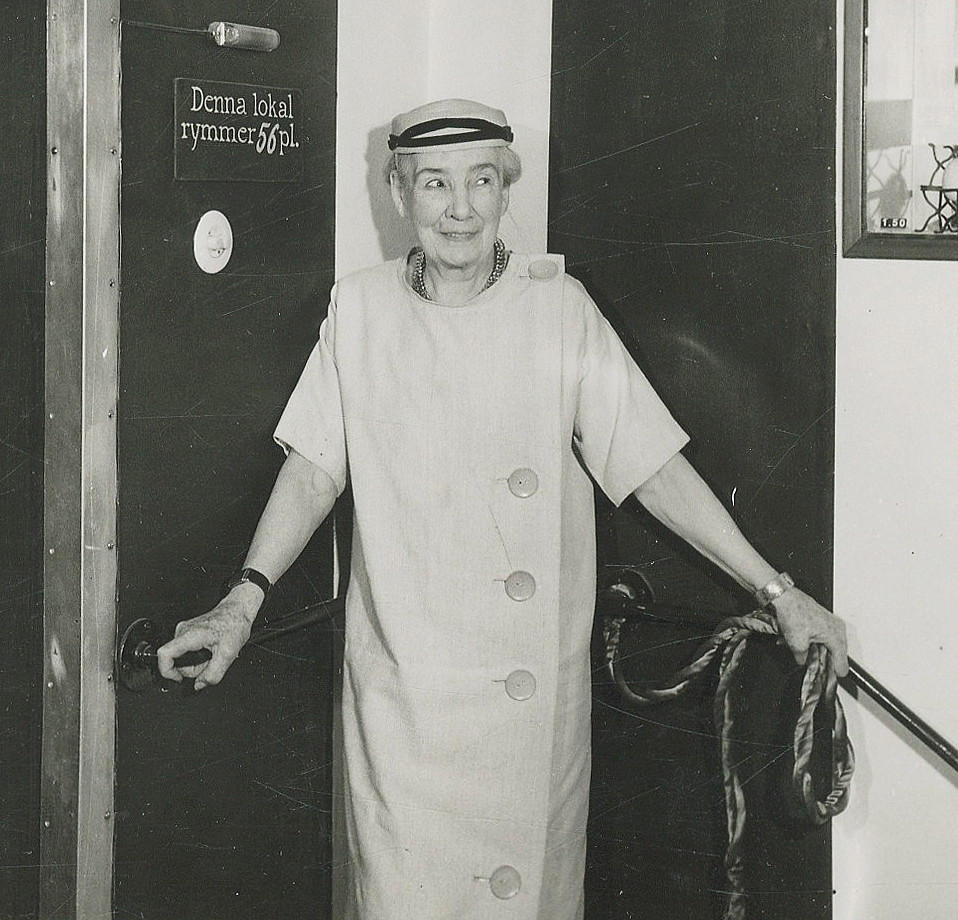
Chefen Ise Morssing